# 风险价值

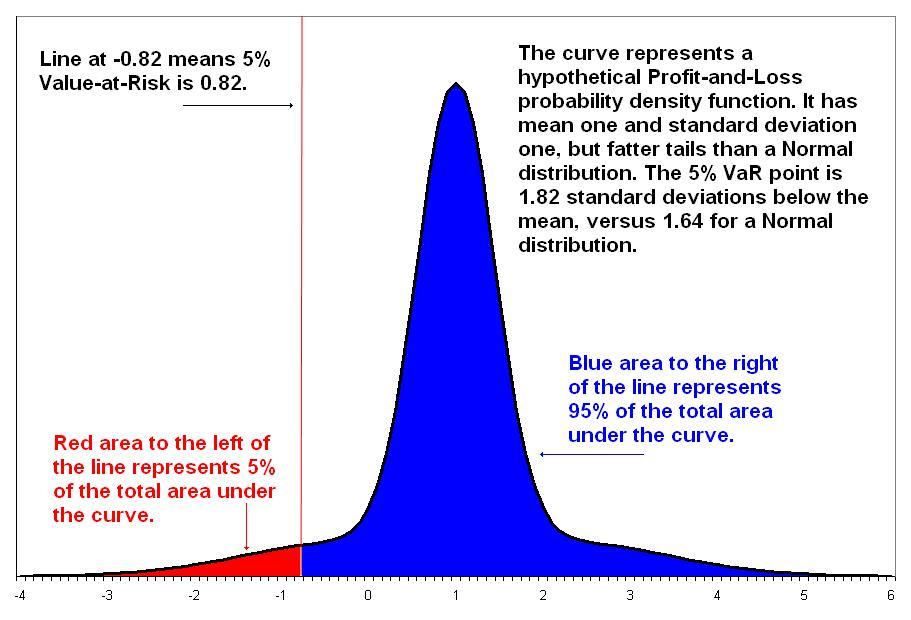

風險價值（英語：Value at Risk，缩写：VaR），资产组合在持有期间内在给定的信賴區間内由于市场价格变动所导致的最大预期损失的数值。由此衍生出来的“风险价值”方法是风险管理中应用广泛、研究活跃的风险定量分析方法之一。

## 历史
美国银行业在1980年代末到1990年代初遭受商业风险的困扰，金融机构的坏账逐年增加，普遍认为是《巴塞尔协议》的信贷评估公式扭曲了贷款决策。在这种背景下，JP摩根公司所发明的风险价值方法能够定量地分析市场风险而获得重视。

## 步骤
1. 界定影响资产组合价值的市场因素變數，例如：利率、汇率、商品价格
2. 确定这些变量的分布或随机过程，例如：正态分布
3. 将资产组合的市场价值表达成这些变量及其相关系数的函数
4. 选择某种方法来预测这些市场因素的变化，通过函数得到资产组合的市场价值的改变量——即“风险价值”（VaR）

## 风险价值系统
芝加哥商品交易所（CME）于1988年12月16日在金融衍生工具市场推出衡量投资组合风险价值的系统SPAN（Standard Portfolio Analysis of Risk），用以衡量该交易所会员结算头寸的总风险，从而确定应收保证金数额，如今已经成为计算投资组合保证金的全球行业标准之一。 

## 对风险价值方法的评价

### 相对优点
相比于以标准差为代表的传统风险测度，VaR着重于考虑更重要的资产下行风险，特别是极端情况下的损失规模。

### 局限或批评
VaR未有考虑超出该门限值的损失情况；不满足次可加性（因此不是一致风险测度）等。